# Acanthodelta signipennifera
Acanthodelta signipennifera är en fjärilsart som beskrevs av Embrik Strand 1912. Acanthodelta signipennifera ingår i släktet Acanthodelta och familjen nattflyn. Inga underarter finns listade i Catalogue of Life.